# 蒲陽興隆橋
蒲陽興隆橋位於四川省成都市都江堰市，文物遺址年代判定為民國。2012年7月16日公佈為第八批四川省文物保護單位。
興隆橋位於四川省成都市都江堪市蒲陽鎮和平社區第4居民小組，橫跨花子河，該橋修建於民國時期，南北走向，全木結構，一墩兩孔，橋墩石質，橋面由6根長15米、徑1.5米的圓木構架，上鋪設條木，橋全長31.59米、寬5.03米，占地面積為158.6平方米。興隆橋為研究民國時期川西地區橋樑建設提供了具有重要價值的實物資料。第三全國文物普查新發現。